# Мруговский, Иоахим
Иоахим Мруговский (нем. Joachim Mrugowsky; 15 августа 1905, Ратенов, — 2 июня 1948, Ландсберг-на-Лехе) — нацистский врач, оберфюрер СС (20 апреля 1944), руководитель института гигиены СС, обвиняемый на Нюрнбергском процессе по делу врачей.

## Биография
Родился в семье военного врача польского происхождения. В 1923 г. после получения аттестата зрелости учился банковскому делу. С 1925 по 1931 год изучал медицину, биологию и ботанику в университете Галле. 1 марта 1930 года вступил в НСДАП (№ 210 049) и СА. В том же году возглавил университетскую ячейку Национал-социалистического союза студентов Германии и в этом качестве руководил началом кампании против богослова Гюнтера Дена.
В 1930 г. получил ученую степень доктора естественных наук, а в 1931 г. сдал государственный экзамен по медицине. 15 ноября 1931 года стал членом СС (№ 25 811). В 1931—1932 гг. являлся врачом-практикантом в Кюстрине, в 1932 г. после получения свидетельства о допущении к врачебной практике был младшим ординатором в терапевтическом отделении городской больницы в Кюстрине. С 1933 г. ассистент в Институте гигиены при университете в Галле, где в феврале 1934 г. в дополнение к основным обязанностям был назначен преподавателем курса для медиков «наследственность человека и расовая гигиена».
В 1933 г. в звании унтерштурмфюрера СС был переведён в СД. В 1935 году он стал штатным руководителем СС оберабшнитта СД «Норд-Вест» (Ганновер), и по совместительству занимался преподаванием предмета «наследственность человека и расовая гигиена» в Ганноверской технической высшей школе.
В 1937 году защитил докторскую диссертацию в Галле. C 1938 года сотрудник штаба санитарного отдела «частей усиления СС» (нем. SS-Verfügungstruppe), а также медико-санитарного управления войск СС.
С начала 1939 года создатель и руководитель гигиеническо-бактериологической лаборатории СС в Берлине. В июле 1939 года был назначен доцентом факультета гигиены и бактериологии Берлинского университета. В 1940 г., во время Второй мировой войны принимал участие в боевых действиях на западноевропейском фронте в качестве врача санитарной роты в составе дивизии СС «Рейх».
С ноября 1940 по май 1945 г. руководитель Института гигиены войск СС. Кроме того, со 2 декабря 1942 г. он являлся начальником управления гигиены (Amt XVI) в составе Управленческой группы «D» (Санитарная служба войск СС) Главного оперативного управления СС, а с 31 августа 1943 — главным гигиенистом при Имперском враче СС и полиции.
В сентябре 1944 года стал экстраординарным профессором кафедры гигиены в университете Берлина. Мруговский принимал активное участие в медицинских экспериментах над узниками концлагеря Заксенхаузен.

## Нюрнбергский процесс
В 1946 году предстал перед Нюрнбергским трибуналом по делу врачей. За военные преступления, преступления против человечности и участие в преступной организации (СС) был приговорён к смертной казни через повешение. Иоахим Мруговский был повешен 2 июня 1948 года в тюрьме города Ландсберг-на-Лехе. Интересно, что находились заключённые Заксенхаузена, предоставившие о Мруговском положительные отзывы[уточнить].

## Присвоение званий
- СС-манн (15 октября 1931)[12]
- Труппфюрер СС (31 июля 1932)
- Обертруппфюрер СС (20 декабря 1933)
- Унтерштурмфюрер СС (9 ноября 1934)
- Оберштурмфюрер СС (20 апреля 1935)
- Гауптштурмфюрер СС (30 января 1936)
- Штурмбаннфюрер СС (9 ноября 1936)
- Оберштурмбаннфюрер СС (20 апреля 1941)
- Штандартенфюрер СС (21 июня 1942)
- Оберфюрер СС (20 апреля 1944)